# Villa Tuscolana

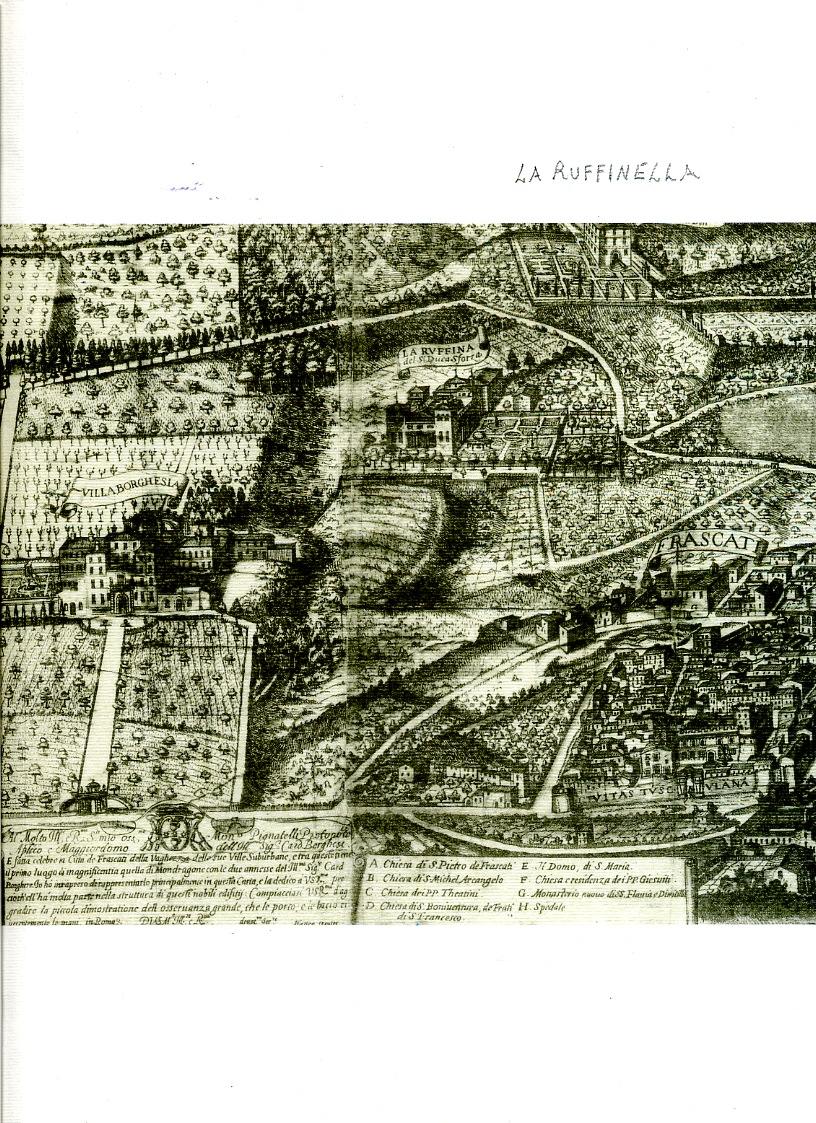
Villa Tuscolana/Rufinella nel 1620 da una stampa di Matteo Greuter

Villa Tuscolana, o Villa Rufinella, è una delle dodici Ville Tuscolane.

## Storia
Villa Rufinella è la più alta villa sulla collina sopra la città di Frascati. Venne costruita dal Mons. Alessandro Ruffini, vescovo di Melfi, nel 1578. Ulteriori passaggi di proprietà la modificarono strutturalmente. Nel 1773 la villa divenne proprietà della camera apostolica. L'aspetto attuale si deve all'architetto Luigi Vanvitelli, che rinnovò l'edificio su commissione dell'ordine gesuita.
Nel 1804 Papa Pio VII vendette la villa a Luciano Bonaparte, che iniziò una campagna di scavi archeologici nell'area di proprietà della villa e nella città di Tusculum, mandando molti dei manufatti ritrovati ai musei di Parigi.
Nel 1817 un gruppo di briganti della famosa banda del brigante Gasperone, comandata da Tommaso Transerici, tentò di rapire il Principe Luciano durante una delle sue feste nei giardini, ma la prontezza di un maggiordomo che si vestì da Principe e fu scambiato per Luciano Bonaparte, lo salvò.
Nel 1820 la Duchessa del Chiablese Maria Anna di Casa Savoia acquistò la villa dal principe Luciano Bonaparte. La regina Maria Cristina di Borbone-Due Sicilie, moglie di Carlo Felice di Savoia, ereditò la Villa per lascito testamentario della duchessa Maria Anna e vi visse per lunghi periodi fino al 1824.
La regina chiamò per una prima campagna di scavi nel territorio della villa il presidente della Pontificia Accademia di Archeologia, Luigi Biondi, che iniziò gli scavi sul Tuscolo.
Nel 1834 il poeta Giuseppe Gioachino Belli fu ospite nella Villa a cui dedicò il sonetto "La Rufinella".
Con la direzione dell'architetto Luigi Canina, proseguirono gli scavi nel territorio della Villa e quindi di Tuscolo, i ritrovamenti archeologici furono poi trasferiti nel Castello di Agliè in Piemonte.
Dopo il 1849 la Villa diviene proprietà del re Vittorio Emanuele II che nel 1872 la vendette a donna Elisabetta Aldobrandini Lancellotti. Appartenne in seguito alla famiglia Lancellotti.
Durante la seconda guerra mondiale la villa venne danneggiata dai bombardamenti. Nel 1966 di proprietà dell'Ordine Salesiano, è stata effettuata una prima grande ristrutturazione, terminata e migliorata dall'attuale proprietà che l'ha trasformata in una struttura ricettiva. 

## Descrizione
La struttura della Villa pone la facciata sul lato più corto e nella parte centrale è divisa da pilastri in pietra locale, lo sperone, formando un portico a tre arcate con una volta a crociera.  Sulla destra è situata la cappella, a pianta ellittica affacciata sull'ingresso del palazzo, punto di incontro dei corridoi principali. La cappella è sormontata da una piccola cupola a lunette con ovale centrale e decorata con stucchi d'epoca, mentre il pavimento è ornato da ellissi concentriche e fasce radiali. 
L'attuale giardino ricalca il disegno antico, ma nulla si sa della sua originaria sistemazione della quale resta soltanto il terrazzamento di fronte alla facciata, con una piccola fontana a conchiglia inserita in un'esedra ed il ninfeo sulla destra del prospetto.  Per il resto dei lati la villa era circondata dal bosco. L'interno della dimora è coerente con l'eleganza della struttura esterna: alti soffitti a volta, dipinti alle pareti e mobilio raffinato.